# Lívia Godinho Temponi
Lívia Godinho Temponi (1976) es una bióloga, taxónoma, botánica, curadora, y profesora brasileña.

## Biografía
En 1998, obtuvo la licenciatura en historia natural por la Universidad Federal de Minas Gerais, UFMG], y entre 1998 a 1999, un Perfeccionamiento en Estudios de Hippocrateaceae (carga horaria: 2.800 h), por la misma casa de altos estudios, y con el título de A família Hippocrateaceae A. Juss no sul-sudeste do Brasil, Paraguai e Argentina, orientada por Julio Antônio Lombardi (1961). Un máster en botánica supervisada por la Dra. Flávia Cristina Pinto Garcia (1965), defendiendo la tesis "Estudo taxonômico e distribuição das Araceae do Parque Estadual do Rio Doce, Minas Gerais, Brasil", por la Universidad Federal de Viçosa (2001). Y, en 2007, el doctorado por la Universidad de São Paulo.
Desde 2007, es profesora de la Universidad Estadual del Oeste de Paraná; y, desde 2011 de la Universidad Federal de Paraná. Actúa en el área sistemática de las fanerógamas, y es becaria de productividad de la Fundación Araucaria. Desenvuelve su investigación principalmente en florística, filogenia y estudios taxonómicos en Anthurium y otros géneros de Araceae.
Actualmente, es curadora del herbario UNOP UNIOESTE y orientadora de maestrado por UNIOESTE y colaboradora en la UFPR. Profesora de las disciplinas: sistemática de fanerógaams (licenciatura en Ciencias Biológicas), Recuperación de Áreas Degradadas (maestría en Conservación y Manejo de Recursos Naturales UNIOESTE) y sistemática de Araceae (maestría en Botánica UFPR).
Es autora en la identificación y nombramiento de nuevas especies para la ciencia, a abril de 2015, de siete nuevos registros de especies, especialmente de las familia Araceae, y en especial de los géneros Anthurium, Philodendron (véase más abajo el vínculo a IPNI).

## Algunas publicaciones
- POLI, L. P.; TEMPONI, L. G.; COAN, A. I. 2015. Gynoecial ontogeny of Anthurium: contributions for floral developmental studies in Araceae (Alismatales). Botany (Ottawa, impreso) 93: 47-56

- ROCHA, L. C. F.; CARDOZO, A. P.; SMIDT, E. C.; TEMPONI, L. G. 2015. Emended description of Anthurium hatschbachii (Araceae) and a new record for Santa Catarina State, Brazil. Phytotaxa: a rapid international journal for accelerating the publication of botanical taxonomy 192: 54-57

- BUTURI, C. V.; TEMPONI, L. G.; SAKURAGUI, C. M. 2015. A new species of Philodendron subg. Pteromischum (Araceae) from the Paraná River, Brazil. Phytotaxa: a rapid international journal for accelerating the publication of botanical taxonomy 202: 284-288

- TOSCAN, M. A. G.; TEMPONI, L. G.; LEIMIG, R. A.; FRAGOSO, R. O. 2014. Análise da chuva de sementes de uma área reflorestada do Corredor de Biodiversidade Santa Maria, Paraná. Ambiência (en línea) 10: 217-230

- TOSCAN, M. A. G.; TEMPONI, L. G.; GUIMARAES, A. T. B.; CANDIDO Jr. J. F. 2014. Litter Production and Seed Rain in Seasonal Semideciduous Forest Fragments at Different Successional Stages in Western Paraná, Brazil. Acta Botanica Brasílica (impreso) 28: 392-403

- BUTURI, C. V.; TEMPONI, L. G.; SAKURAGUI, C. M. 2014. A new species of Philodendron (Araceae) in Paraná, Brazil. Phytotaxa: a rapid international journal for accelerating the publication of botanical taxonomy 174: 144-148

- GRIS, D.; TEMPONI, L. G.; DAMASCENO JUNIOR, G. A. 2014. Structure and floristic diversity of remnant semideciduous forest under varying levels of disturbance. Acta Botanica Brasílica (impreso) 28: 569-576

- TEMPONI, L. G.; COELHO, M. A. N. 2014. Two new species of Anthurium (Araceae) endemic to Rio de Janeiro state, Brazil. Phytotaxa: a rapid international journal for accelerating the publication of botanical taxonomy 188: 162-168

- ROCHA, L. C. F.; SMIDT, E. C.; COELHO, M. A. N.; TEMPONI, L. G. 2014. O gênero Anthurium Schott (Araceae) no estado do Paraná Brasil. Rodriguésia (en línea) 65: 917-937

- FRAGOSO, ROSIMERI DE OLIVEIRA; TEMPONI, LÍVIA G.; GUIMARÃES, ANA TEREZA B.; BONINI, ANDREIA K. 2014. Desenvolvimento de espe cies arbareas nativas em uma area reflorestada do corredor de biodiversidade Santa Maria - PR. Revista Árvore (impreso) 38: 1003-1013

- MENEZES, V. C.; BUENO, N. C.; SOBJAK, T. M.; BORTOLINI, J. C.; TEMPONI, L. G. 2013. Zygnemaphyceae associada à Utricularia foliosa L., Parque Nacional do Iguaçu, Paraná, Brasil. Iheringia. Série Botânica 68: 5-26

- MARCON, T. R.; TEMPONI, L. G.; GRIS, D.; FORTES, A. M. T. 2013. Guia Ilustrado de Leguminosae Juss. arbóreas do Corredor de Biodiversidade Santa Maria PR. Biota Neotropica (edición en portugués, en línea) 13: 1-24

- GRIS, D.; TEMPONI, L. G.; MARCON, T. R. 2012. Native species indicated for degraded area recovery In Western Paraná, Brazil. Revista Árvore (impreso) 36: 113-125

- TEMPONI, L. G.; POLI, L. P.; CROAT, T. B. 2012. A new species of Rhodospatha (Araceae), with a key to species from the Atlantic Rainforest, Brazil. Brittonia (Bronx, N.Y.) 64: 57-60

- POLI, L. P.; TEMPONI, L. G.; COAN, A. I. 2012. Anatomical aspects of the gynoecium of species of Anthurium sect. Urospadix Engl. (Araceae, Alismatales). Flora (Jena) 207: 615-621

- TEMPONI, L. G.; POLI, L. P.; SAKURAGUI, C. M.; COELHO, M. A. N. 2012. Araceae do Parque Estadual de Ibitipoca, Minas Gerais, Brasil. Rodriguésia (impreso) 63: 957-969

- SNAK, C.; TEMPONI, L. G.; GARCIA, F. C. P. 2012. Leguminosae no Parque Ecológico Paulo Gorski, Cascavel, Paraná, Brasil. Rodriguésia (impreso) 63: 999-1017

## Libros
- LOMBARDI, Julio Antônio; TEMPONI, L. G. 2001. Hippocrateaceae: Flora del Paraguay. Genebra: Conservatoire et Jardin Géneve, 36 pp.

- LOMBARDI, Julio Antônio; TEMPONI, L. G. 2000. Hippocrateaceae: Flora dos Estados de Goiás e Tocantins- Coleção Rizzo. Goiânia: Editora da Universidade Federal de Goiás, 35 pp.

### Capítulos de libros
- TEMPONI, L. G. 2014. Araceae. In: Miriam Kaehler; Renato Goldenberg; Paulo Henrique Labiak Evangelista; Osmar dos Santos Ribas; Ana Odete Santos Vieira; Gerdt Guenther Hatschbach (orgs.) Plantas vasculares do Paraná. 1ª ed. Curitiba: Universidade Federal do Paraná, v. 1, p. 71-72.

En Tânia Regina dos Santos Silva; Carlos Wallace do Nascimento Moura; Luciene Cristina Lima e Lima; Francisco de Assis Ribeiro dos Santos (orgs.) Botânica na América Latina: conhecimento, interação e difusão. 1ª ed. Salvador - Sociedade Botânica do Brasil, v. 1. 2014
- COAN, A. I.; TEMPONI, L. G.; POLI, L.P. 2014. A anatomia e ontogenia dos órgãos reprodutivos na caracterização de Anthurium (Araceae, Alismatales), p. 519-522.
- MAYO, S. J.; ANDRADE, I. M. de; SILVA, M. F. S.; PONTES, T. A.; SOARES, M. L. C. ; TEMPONI, L. G. ; CARDOZO, A. P. Morphometrics in the Araceae: past and present, p. 513-518.

- TEMPONI, L. G.; SAKURAGUI, C. M.; COELHO, M. A. N. 2013. Araceae. In: Rafaela Campostrini Forzza, Luiz Menini Neto, Fátima Regina Gonçalves Salimena, Daniela Zappi (orgs.) Flora do Parque Estadual de Ibitipoca e seu entorno. 1ª ed. Juiz de Fora: UFJF, 2013, p. 239-240.

- COELHO, M. A. N. ; GONÇALVES, Eduardo Gonçalves ; SAKURAGUI, C. M. ; TEMPONI, L. G. . Araceae. In: Wanderley, M. G. L.; Shepherd, G. J.; Melhem, T. S.; Giulietti, A. M.; Martins, S. E.. (Org.). Flora Fanerogâmica do Estado de São Paulo. 1ed.São Paulo: Instituto de Botânica, 2012, v. 7, p. 27-71.

- MONSANI, J.; TEMPONI, L. G. 2012. Recursos didáticos no ensino de Botânica e suas contribuições no processo de ensino-aprendizagem. In: F. A. Meglhioratti; A. L. do Oliveira; D. F. Ferraz (orgs.) Coleção Ensino de Ciências - Estratégias de ensino e aprendizagem em ciências: reflexões e práticas. 1ª ed. Cascavel: Edunioeste, v. 2, p. 113-135.

- TEMPONI, L. G. 2011. Sistemática filogenética no ensino de Ciências e Biologia. In: Daniela Frigo Ferraz; Lourdes Aparecida Della Justina; Fernanda Aparecida Meglhioratti (orgs.) Biologia em foco 3: interfaces da formação de professores e o ensino de biologia. Cascavel: Edunioeste, v. 3, p. 149-166.

- COELHO, M. A. N.; SOARES, M. L.; SAKURAGUI, C. M.; MAYO, S. J.; ANDRADE, I. M. de; TEMPONI, L. G. 2010. Araceae. In: In: Forzza, R. C. et al (orgs.) Catálago de Fungos e Plantas do Brasil. 1ª ed. Rio de Janeiro: Andrea Jakabsson Estúdio & Jardim Botânico do Rio de Janeiro, p. 646-662.

- TEMPONI, L. G.; COELHO, M. A. N.; MAYO, S. J. 2009. Araceae. In: A. M. Giulietti; M.J.G. Andrade; L.P.Queiroz; J.M.C. Silva (orgs.) Plantas Raras do Brasil. 1ª ed. Belo Horizonte, Feira Santana: Conservação Internacional & Universidade Estadual de Feira de Santana, v. 1, p. 67-70.

- COELHO, M. A. N.; SAKURAGUI, C. M.; GONCALVES, E. G.; TEMPONI, L. G.; VALADARES, R. T. 2009. Araceae. In: Stehmann, J.R.; Forza, R.C.; Salino, A., Sobral, M.; Costa, D.P.; Kamino, L.H.Y. (orgs.) Plantas da Floresta Atlântica. Rio de Janeiro: Jardim Botânico do Rio de Janeiro, 2009, p. 141-145.

## Membresías
- Sociedad Botánica de Brasil[6]

## Revisora de periódicos
- 2008 - actual: Revista Brasileira de Biociências
- 2009 - actual: Boletim de Botânica (USP)
- 2008: Revista Brasileira de Botânica
- 2009 - actual: Rodriguesia
- 2010 - actual: Boletim do Museu de Biologia Mello Leitão
- 2011 - actual: Sitientibus. Série Ciências Biológicas

## Revisora de proyectos de fomento
- 2014 - actual: Fundação Araucária

## Premios y títulos
- 2006: trabajo premiado como Destaque Especial: Sistemática filonética de Anthurium sect. Urospadix (Araceae). LVII Congresso Nacional de Botânica.
- 2005: IAPT Research Grants Program in Plant Systematics, International Association for Plant Taxonomy ( IAPT ).
- 2005: Margareth Mee Felowship, Royal Botanic Gardens, Kew.
- 2005: Elizabeth E. Bascom Fellow, Missouri Botanical Garden.

- Portal:Biografías. Contenido relacionado con Botánica.
- Portal:Biología. Contenido relacionado con Taxonomía.